# Cedric Itten
Cedric Itten (Bazel, 7 december 1996) is een Zwitsers voetballer die als spits speelt. Hij tekende in 2020 bij Rangers in de Scottish Premier League. Tijdens het seizoen 2021/22 wordt hij verhuurd aan Greuther Fürth.

## Clubcarrière
In 2015 tekende Itten zijn eerste profcontract bij FC Basel, en in februari 2016 maakte hij zijn debuut voor het eerste elftal.
In het seizoen 2016/17 werd hij verhuurd aan FC Luzern, en het volgende seizoen aan FC St. Gallen. Die ploeg nam hem in 2018 definitief over.
Op 4 augustus tekende Itten bij het Schotse Rangers.

## Internationale carrière
Op 15 november 2019 debuteerde Itten in het nationale team van Zwitserland, in de met 1-0 gewonnen wedstrijd tegen Georgië. Hij scoorde het enige en winnende doelpunt. Drie dagen later scoorde hij tweemaal tegen Gibraltar.
1 Körber ·
2 Asta ·
5 Münz ·
6 Bansé ·
7 Srbeny ·
9 Futkeu ·
10 Hrgota  ·
11 Massimo ·
14 Consbruch ·
15 Quarshie ·
17 Gießelmann ·
18 Meyerhöfer ·
21 Çalhanoğlu ·
22 Motika ·
23 Jung ·
24 John ·
25 Loosli ·
27 Itter ·
28 Mause ·
30 Klaus ·
31 Grill ·
33 Dietz ·
34 Pfaffenrot ·
36 Müller ·
37 Green ·
42 Schulze ·
44 Noll ·
Coach: Siewert